# Корт ван дер Линден, Питер
Питер Вилхелм Адрианюс Корт ван дер Линден (нидерл. Pieter Wilhelm Adrianus Cort van der Linden; 14 мая 1846, Гаага — 15 июля 1935, там же) — нидерландский политический деятель, премьер-министр Нидерландов в 1913-1918 гг.

## Карьера
Родился в Гааге, в семье политика Гейсбертюса Мартинюса ван дер Линдена и его жены Якобы Хенриэтты Втевалл. Изучал право в Лейденском университете, где получил докторскую степень в 1869 году. Работал адвокатом.
В 1897-1901 гг. был министром юстиции в правительстве Николаса Пирсона. Кабинет Питера Корта ван дер Линдена 1913 года был сформирован либеральной партией. Это было последнее либеральное правительство в Нидерландах вплоть до 2010 года, когда к власти пришёл кабинет Марка Рютте. Сторонники партии не располагали абсолютным большинством в парламенте и были зависимы от поддержки социал-демократов. Правление Корта ван дер Линдена пришлось на период Первой мировой войны. Несмотря на то, что Нидерланды сохранили нейтралитет и избежали германской оккупации, страна переживала серьёзный экономический кризис, вызванный британской морской блокадой и наплывом беженцев.
При Питере Корте ван дер Линдене в Нидерландах было введено всеобщее избирательное право. На прошедших в 1918 году первых всеобщих выборах либералы потерпели сокрушительное поражение, а победу одержали социал-демократы и католические партии.

## Личная жизнь
Питер был женат дважды. Его первой супругой была Йоанна Дидерика Втевалл, уроженка Лейдена. Она приходилась дочерью брата его матери. Их брак был зарегистрирован 29 мая 1873 года в Хаутене. В марте 1874 года Йоанна умерла в возрасте двадцати двух лет.
В июле 1880 года он женился на 19-летней Йоханне де Конинг. В августе 1893 года у них родился сын — Питер Виллем Якоб Хенри Корт ван дер Линден.